# Řeka svaté Marie
Řeka svaté Marie (anglicky St. Marys River) je řeka v Severní Americe v systému Velkých jezer. Tvoří hranici mezi Kanadou (Ontario) a USA (Michigan). Je 112 km dlouhá. Povodí má rozlohu 210 000 km².

## Průběh toku
Odtéká z Hořejšího jezera a ústí do Huronského jezera dvěma rameny.

## Vodní stav
Průměrný průtok vody je 2 120 m³/s.

## Využití
Řeka je hlavní součástí vodní cesty po Velkých jezerech. K objetí peřejí byly vybudovány kanály s plavebními komorami. Na řece leží dvě stejně pojmenovaná města kanadský Sault Ste. Marie a americký Sault Ste. Marie.